# Triptofano
O triptofano é um aminoácido utilizado na biossíntese de proteínas, sendo codificado pelo codão UGG. Ele contém, como todo aminoácido, um grupo amino (básico) e um grupo carboxilo (ácido); sua cadeia lateral consiste num indol, o que faz dele um aminoácido aromático e apolar. No pH fisiológico, o triptofano é um zwitterion: o grupo amino (pKa = 9.39) encontra-se protonado (–NH3+) e o grupo carboxila (pKa = 2.38) encontra-se deprotonado ( –COO−). Absorve luz ultravioleta.
Em seres humanos, este aminoácido é essencial, o que significa que não pode ser sintetizado: precisa compor a dieta. Além disso, ele é o precursor da serotonina e da melatonina.

## Isolamento
O triptofano foi isolado pela primeira vez por Frederick Gowland Hopkins em 1901, através da hidrólise da caseína. De 600g de caseína pura, obtém-se 4-8g de triptofano.

## Funções
Para muitos seres vivos (incluindo humanos), o triptofano é indispensável para evitar doenças e morte mas não pode ser sintetizado pelo organismo, de modo que precisa ser ingerido; em suma, é um aminoácido essencial. Aminoácidos constituem as peças a partir das quais se montam proteínas e o triptofano, ainda que pouco frequente, desempenha importantes papéis estruturais e funcionais quando presente. Por exemplo, ele compõe as α-hélices que ancoram proteínas transmembranares à membrana plasmática. Além disso, o triptofano é um precursor bioquímico dos seguintes compostos:
- Serotonina (neurotransmissor): no Sistema Nervoso Central, o triptofano sofre hidroxilação (pela atuação da enzima triptofano hidroxilase), originando o 5-hidroxitriptofano, que, por sua vez, sofre descarboxilação (pela atuação da enzima L-aminoácido aromático descarboxílase), dando origem à serotonina. Esta pode ser convertida em melatonina (hormônio) através das enzimas N-Acetiltransferase e acetilserotonina O-metiltransferase.
- Niacina, também conhecida como vitamina B3, vitamina PP ou ácido nicotínico: ela é sintetizada a partir do triptofano via quinurenina e ácidos quinolínicos. Sua presença nos alimentos é monitorada, inclusive, pela concentração de ácido nicotínico - formado pela conversão do triptofano - nos mesmos.
- Auxina (fitormônios)

Por seu papel na biossíntese de serotonina e melatonina, o triptofano desempenha papel importante nos processos bioquímicos do sono e do humor; de modo que é utilizado como suplemento para o tratamento de depressão.

## Biossíntese e Produção Industrial
Por ser um aminoácido essencial, o triptofano não é sintetizado a partir de substâncias mais básicas em seres humanos e outros animais, precisando, assim, ser ingerido. Plantas,bactérias e fungos geralmente sintetizam triptofano a partir do ácido xiquímico ou do ácido antranílico, pelo seguinte processo: o ácido antranílico condensa-se com o fosforribosil pirofosfato (PRPP), gerando pirofosfato como subproduto. O anel da fracção da ribose é aberto e é submetido a descarboxilação redutiva, formando indol 3-glicerol fosfato; esse, por sua vez, é transformado em indol. A enzima triptofano sintase catalisa a formação de triptofano a partir do indol (indol - 3 - glicerol fosfato) e do aminoácido serina.
A produção industrial de triptofano é biossintética e é baseada na fermentação da serina e do indol, usando bactérias como a Bacillus amyloliquefaciens, a Bacillus subtilis, a Corynebacterium glutamicum ou a Escherichia coli. Essas cepas carregam mutações que impedem a recaptação de aminoácidos ou mutações que expressam multiplamente/excessivamente o operão do triptofano.

## Nutrição
O triptofano é um aminoácido essencial utilizado pelo cérebro, juntamente com a vitamina B3 (a niacina ou niacinamida) e o magnésio, para produzir a serotonina, um neurotransmissor importante nos processos bioquímicos do sono e do humor.
É importante destacar que, embora o triptofano aumente a disponibilidade de serotonina, o consumo na forma de  lactíneos, peixes, carnes, etc. não causa efeitos significativos sobre a produção de serotonina pelo Sistema Nervoso Central. Isso ocorre pois o triptofano não é o único aminoácido presente nesses alimentos, de modo que ocorre "competição" com os outros aminoácidos na absorção pelo organismo. Desse modo a maior parte do triptofano presente nos alimentos não é utilizada.
Alimentos como a banana possuem serotonina, mas esta não tem a capacidade de atravessar a Barreira hematoencefálica, portanto não tem ação sobre o humor e a depressão.